# كميل خانلروف
كميل خانلروف (بالأذرية: Kamil Xanlarov) الفنان المحترم في جمهورية أذربيجان الاشتراكية السوفيتية (1964)، فنان الشعب في جمهورية أذربيجان الاشتراكية السوفيتية في القرن العشرين (1992).

## سيرته الذاتية
ولد كميل خانلروف في 9 مارس عام 1915 في مدينة باكو، في عائلة بيك خانلاروف. من 1931 إلى 1935 ألقى تعليمه في المدرسة العليا للفنون في أذربيجان إسمه عزيم عزيمزاده.
لقد رسم خانلاروف بشكل رئيسي لوحات تاريخية. عمله «الجمعية في القرية» الذي عرضت في المعرض في 1932 أصبح أول عمل للفنان.
كان لديه مكان خاص في إبداعه المناظر الطبيعية. كما رسم كميل خانلروف بورتريه ولوحات تسجيل المواضيع.
في أوائل الستينات قام كميل خانلروف بزيارة تشيكوسلوفاكيا وخلق بعض عمله هناك.
يغطي عمل الفنان فترة 60 عاما تقريبا.
عرضت أعمال كميل خانلروف في النمسا والمجر ورومانيا وألمانيا ومصر والعراق وكندا وفرنسا والنرويج واليابان وتركيا ودول أخرى.
توفي كميل خانلروف في 1996.